# Melicytus ramiflorus
Melicytus ramiflorus (Maori: māhoe, Engels: whiteywood) is een plant uit de viooltjesfamilie (Violaceae). Het is een kleine boom die een groeihoogte van 10 meter kan bereiken. De boom heeft een knobbelige bleke stam die bedekt is met een gladde, witachtige bast. Aan broze takken groeien dunne, lichtgroene getande bladeren. Deze bladeren zijn 5 tot 20 centimeter lang en taps toelopend naar de punt. De bloemen hebben een groenachtige kleur en groeien in trossen langs de twijgen. Hieruit groeien paarse vruchten.
De soort komt voor in Nieuw-Zeeland, op de Kermadeceilanden en op Norfolk. Hij groeit daar in kust-, laagland- en lagere bergbossen. 

## Ondersoorten
- Melicytus ramiflorus subsp. oblongifolius (A.Cunn.) P.S.Green
- Melicytus ramiflorus subsp. ramiflorus